# Thynnus zonatus
Thynnus zonatus – gatunek błonkówki z rodziny podwijkowatych.

## Zasięg występowania
Występuje w Australii oraz na Tasmanii.

## Budowa ciała
Samice osiągają średnio ok. 15 mm długości, zaś samce są wyraźnie mniejsze. U samic żuwaczki duże i masywne. Samice bezskrzydłe, zaś samce są w pełni uskrzydlone.
U samic głowa oraz tułów czerwonobrązowe, u samców zaś od ciemnobrązowych do czarnych. Odwłok brunatny z dużymi, jaskrawożółtymi plamami ułożonymi w rzędy na poszczególnych tergitach.

## Biologia i ekologia

### Tryb życia i biotop
Zasiedla rozmaite tereny otwarte i półotwarte.

### Odżywianie
Imago żywią się nektarem. Larwy są zewnętrznymi parazytoidami larw chrząszczy z rodziny poświętnikowatych.